# Gruppo cosmonauti TsPK 8/NPOE 8
Il Gruppo cosmonauti TsPK 8/NPOE 8 è stato selezionato il 26 marzo 1987 ed è formato da cinque aviatori del VVS e un ingegnere di RKK Ėnergija. Hanno iniziato l'addestramento alla fine del 1987 e l'hanno completato il 21 luglio 1989. Ognuno dei cosmonauti di questo gruppo ha volato almeno due volte e accumulato almeno 244 giorni nello spazio.
Cosmonauti del Gruppo TsPK 8:
- Valerij Korzun[1]

Sojuz TM-24 (Mir 22)
STS-111/STS-113 (Exp 5)
- Vladimir Dežurov[2]

Sojuz TM-21/STS-71 (Mir 18)
STS-105/STS-108 (Exp 3)
- Jurij Gidzenko[3]

Sojuz TM-22 (Mir 20)
Sojuz TM-31/STS-102 (Exp 1)
Sojuz TM-34/Sojuz TM-33
- Jurij Malenčenko[4]

Sojuz TM-19 (Mir-16)
STS-106
Sojuz TMA-2 (Exp 7)
Sojuz TMA-11 (Exp 16)
Sojuz TMA-05M (Exp 32/33)
Sojuz TMA-19M (Exp 46/47)
- Vasilij Cibliev[5]

Sojuz TM-17 (Mir 14)
Sojuz TM-25 (Mir 23)
Cosmonauti del Gruppo NPOE 8:
- Sergej Avdeev[6]

Sojuz TM-15 (Mir 12)
Sojuz TM-22 (Mir 20)
Sojuz TM-28/Sojuz TM-29 (Mir 26/27)